# Antonio Santucci (Astronom)

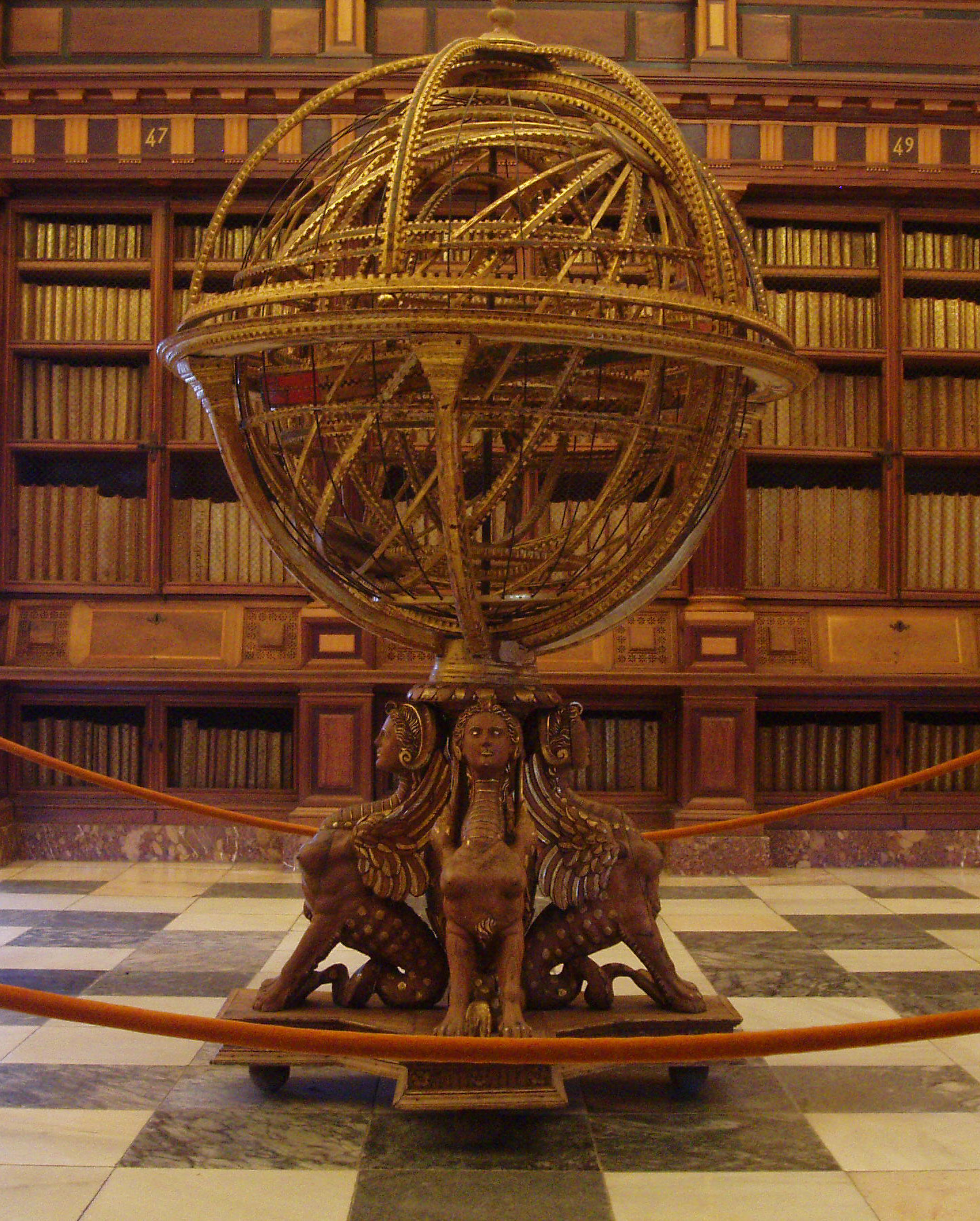
Die für den spanischen König Philipp II. von Santucci angefertigte Armillarsphäre befindet sich heute im Escorial nahe Madrid.

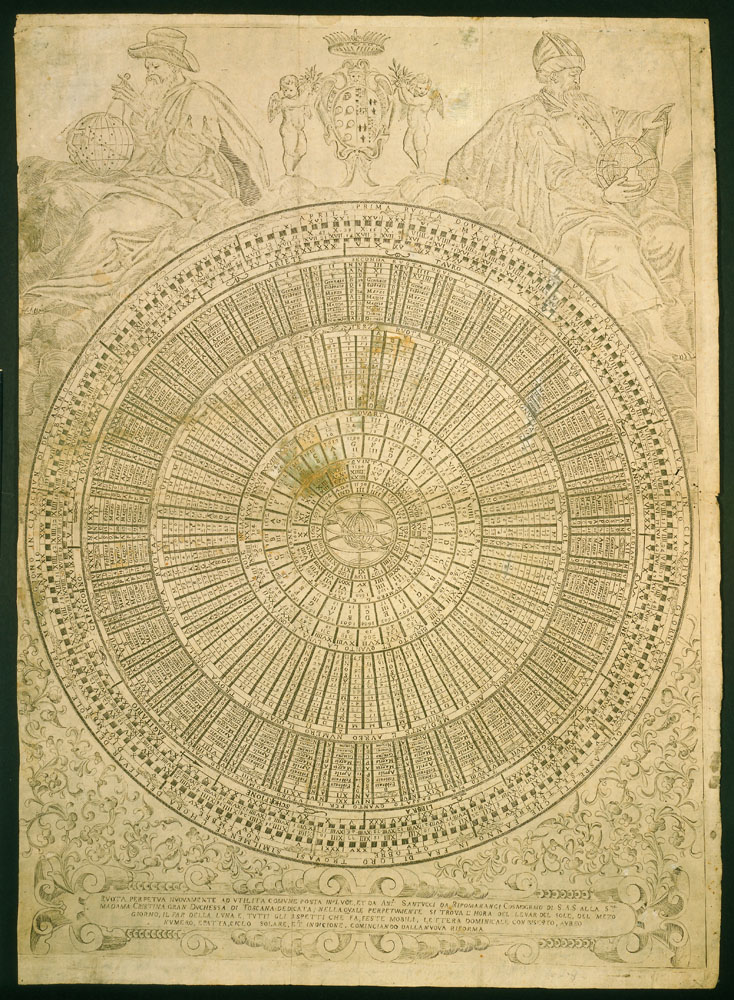
Das „ewige Rad“ zur Komputistik, ausgeführt von Santucci, aufbewahrt im Museo Galileo zu Florenz.

Antonio Santucci (* um 1550 in Pomarance; † 1613) war ein italienischer Astronom und Wissenschaftler.

## Leben
Antonio Santucci war von 1599 bis 1612 Rektor der Mathematik an der Universität Pisa. Dort war er Astronom und Kosmograph in Diensten von Ferdinando I. de’ Medici (1549 – 1609) und anschließend von Cosimo II. de’ Medici (1590 – 1621). Als sorgfältiger Beobachter von Kometen, insbesondere des Kometen von 1577, veröffentlichte er 1611 die erste Ausgabe seines Trattato delle Comete (Abhandlung über Kometen), worin er die Behauptung aufstellte, dass sie, entgegen der damaligen wissenschaftlichen Auffassung, keine atmosphärischen Phänomene seien.
Darin berichtet er auch von einem Kometen im Jahre 1582. Es gilt als wenig wahrscheinlich, dass dieser mit dem von Tycho Brahe entdeckten Kometen C/1582 J1 übereinstimmt.
Im nachfolgenden Jahr verfasste er die Schrift Breve Discorso sopra il Trattato galileiano sulle Galleggianti (Kurze Besprechung von Galileis Schrift über Schwimmkörper), deren Manuskript in der Nationalbibliothek von Florenz aufbewahrt wird.
Ihm verdanken wir auch ein 1593 im Auftrag des Großherzogs Ferdinando I. verfasstes Traktat über die mathematischen und topografischen Instrumente, die in der Guardaroba Medicea erhalten sind.
Berühmt sind auch seine monumentalen Armillarsphären, so die 1582 für den spanischen König Philipp II. ausgeführte, die sich heute im Escorial in Madrid befindet, und die von 1588 bis 1593 für den Saal der Mathematik der Uffizien konstruierte Armillarsphäre, die heute im Galilei-Museum in Florenz bewahrt wird.
Das „ewige Rad“, ein Christine von Lothringen gewidmeter Stich, wird auf nach 1582 datiert und besteht aus fünf konzentrischen Kreisen, die es erlauben, für beliebige Tage des Jahres den Sonnenaufgang und die Mondphasen, sowie die beweglichen Feiertage, die Sonntagsbuchstaben, die goldenen Zahlen und die Epakten zu ermitteln. Im Zentrum ist eine  Armillarsphäre abgebildet, oberhalb des Rades messen zwei männliche Figuren mittels eines Zirkels Abstände auf einem Himmelsglobus und einem Erdglobus.

## Werke (Auswahl)
- Antonio Santucci: Dichiarazione della ruota perpetua, nuovamente ad utilità comune posta in luce, nella quale perpetuamente si trova l’ora del levar del sole […] le feste mobili […] cominciando dalla nuova Riforma. Florenz 1590.
- Antonio Santucci: Trattato nuovo delle comete, che le siano prodotte in cielo, e non nella regione dell’aria, come alcuni dicono, […] con l’aggiunta che le sfere del fuoco, e dell’aria non si muouino di moto circolare delle 24 hore. 2. Auflage. 1619 (google.it – Erstausgabe:  Florenz  1611).